# Rožengrunt
Rožengrunt – wieś w Słowenii, w gminie Sveta Ana. W 2018 roku liczyła 167 mieszkańców.